# Talca incurva
Talca incurva là một loài bướm đêm trong họ Geometridae.